# KBC Rijeka
Klinički bolnički centar Rijeka, treći po veličini klinički bolnički centar u Republici Hrvatskoj. Utemeljen je 1. ožujka 1982. spajanjem pet bolnica: Opće bolnice "Braće dr. Sobol", Opće bolnice "Dr. Zdravko Kučić", Dječje Bolnice Kantrida, Ortopedske bolnice Kraljevica i Kliničke bolnice za plućne bolesti Ičići. Danas je jedan od pet kliničkih bolničkih centara u Hrvatskoj i centralna je bolnička ustanova na području Istre, Primorja, Like i Gorskog kotara. 
KBC Rijeka je nastavna i znanstveno-istraživačka baza Medicinskog fakulteta Sveučilišta u Rijeci, a sastoji se od 16 klinika, 5 kliničih zavoda i 4 centra, koji djeluju na 3 lokaliteta, s gotovo 2200 radnika.

## Organizacijske jedinice

### Klinike
- Klinika za anesteziologiju i intenzivno liječenje
- Klinika za bolesti srca i krvnih žila
- Klinika za dentalnu medicinu
- Klinika za dermatovenerologiju
- Klinika za ginekologiju i porodništvo
- Klinika za infektivne bolesti
- Klinika za internu medicinu
- Klinika za kirurgiju
- Klinika za maksilofacijalnu i oralnu kirurgiju
- Klinika za neurokirurgiju
- Klinika za neurologiju
- Klinika za oftalmologiju
- Klinika za otorinolaringologiju i kirurgiju glave i vrata
- Klinika za pedijatriju
- Klinika za psihijatriju
- Klinika za radioterapiju i onkologiju
- Klinika za urologiju

### Klinički zavodi
- Klinički zavod za kliničku mikrobiologiju
- Klinički zavod za laboratorijsku dijagnostiku
- Klinički zavod za nuklearnu medicinu
- Klinički zavod za patologiju i citologiju
- Klinički zavod za radiologiju
- Klinički zavod za transfuzijsku medicinu

### Zavodi
- Zavod za fizikalnu i rehabilitacijsku medicinu
- Zavod za palijativnu medicinu

### Centri
- Centar za podvodnu i hiperbaričnu medicinu
- Centar za kliničku, zdravstvenu i organizacijsku psihologiju
- Centar za medicinsku fiziku i zaštitu od zračenja
- Centar zdravstvene njege

### Ostalo
- Objedinjeni hitni bolnički prijam
- Bolnička ljekarna

## Vanjske poveznice
- web-stranica KBC-a Rijeka